# Lindödjupet och Målängen
Lindödjupet och Målängen är en av SCB avgränsad och namnsatt småort i Västerviks kommun, Kalmar län. Småorten omfattar bebyggelse i Västrums socken. Bebyggelsen, som även går under benämningen Horn, ligger nära Horns udde.